# Ödsmåls mosse
Ödsmåls mosse is een plaats (småort) in de gemeente Kungälv in het landschap Bohuslän en de provincie Västra Götalands län in Zweden. De plaats heeft 175 inwoners (2005) en een oppervlakte van 42 hectare.